# Уюань (Внутренняя Монголия)
Уюа́нь (кит. упр. 五原, пиньинь Wǔyuán) — уезд городского округа Баян-Нур автономного района Внутренняя Монголия (КНР).

## История
Уезд был образован в 1912 году; в качестве название было взято название административной единицы, существовавшей в этих местах ещё во времена империи Хань. В 1925 году здесь поднял со своими войсками восстание генерал Фэн Юйсян, поспособствовав удачному завершению гоминьдановского Северного похода и объединения Китая под единой властью. С 1928 года уезд вошёл в состав провинции Суйюань.
В 1954 году провинция Суйюань была расформирована, и эти земли вошли в состав Административного района Хэтао (河套行政区) Внутренней Монголии. В 1958 году административный район Хэтао был присоединён к аймаку Баян-Нур. 1 декабря 2003 года решением Госсовета КНР аймак Баян-Нур был преобразован в городской округ.

## Административное деление
Уезд Уюань делится на 8 посёлков и 1 волость.

## Экономика
В уезде развиты сельское хозяйство, мелкий бизнес и розничная торговля. Местные сельскохозяйственные продукты включают пшеницу, рис, лён, сахарную свеклу и семена подсолнечника. Имеется пищевая промышленность (в том числе производство сахара и подсолнечного масла), производится ремонт сельскохозяйственных машин, производятся удобрения, меха, ковры, работают угольные шахты и другие предприятия.